# Salem (Oregon)
Salem is de hoofdstad van de Amerikaanse staat Oregon en hoofdplaats van Marion County. De naam is afgeleid van het Hebreeuwse sjalom, dat 'vrede' betekent. In 2000 had de stad 136.924 inwoners.
Net als de Nederlandse stad Den Haag is ook Salem voornamelijk een ambtenarenstad. De bijnaam van de stad is 'kersenstad', vanwege de vele kersenfestivals die in de stad gehouden worden. Het eerste festival was in 1903.
In 1851 werd Salem de hoofdstad van Oregon. In 1855 was Corvallis korte tijd de hoofdstad, maar nog in hetzelfde jaar werd Salem definitief aangewezen als hoofdstad.

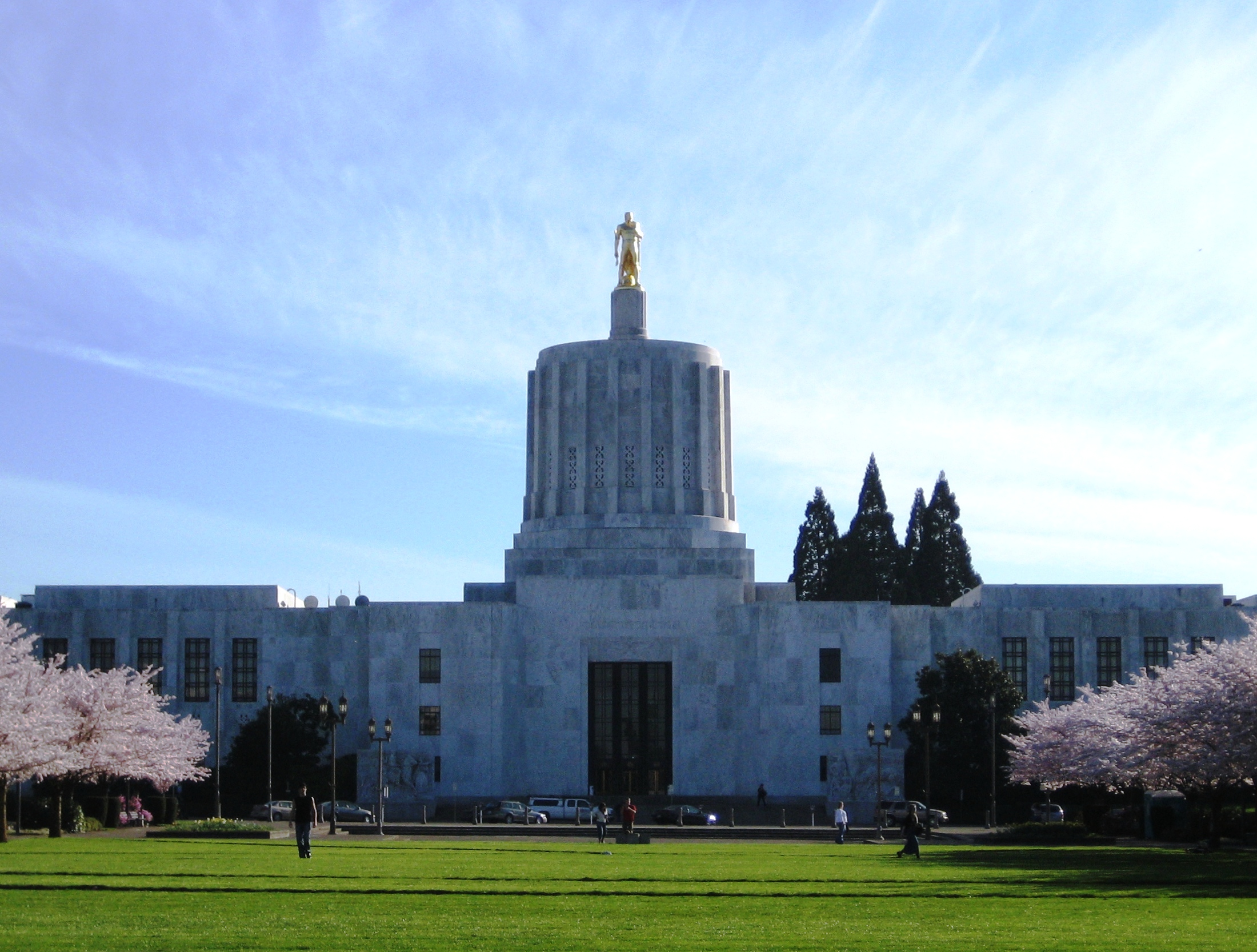
Het Oregon State Capitol in Salem

## Demografie
Van de bevolking is 12,4 % ouder dan 65 jaar en bestaat voor 28,3 % uit eenpersoonshuishoudens. De werkloosheid bedraagt 5,6 % (cijfers volkstelling 2000).
Ongeveer 14,6 % van de bevolking van Salem bestaat uit hispanics en latino's, 1,3 % is van Afrikaanse oorsprong en 2,4 % van Aziatische oorsprong.
Het aantal inwoners steeg van 108.846 in 1990 naar 136.924 in 2000.

## Klimaat
In januari is de gemiddelde temperatuur 4,2 °C, in juli is dat 19,1 °C. Jaarlijks valt er gemiddeld 994,7 mm neerslag (gegevens op basis van de meetperiode 1961-1990).

## Plaatsen in de nabije omgeving
De onderstaande figuur toont nabijgelegen plaatsen in een straal van 12 km rond Salem.

## Bekende inwoners van Salem

### Geboren
- Alfred Gilbert (1884-1961), polsstokhoogspringer
- Gerald Pearson (1905–1987), natuurkundige die begin jaren 1950 de eerste toepasbare silicium-zonnecel ontwikkelde
- David Maves (1937), componist, muziekpedagoog en slagwerker
- Jim Pepper (1941–1992), jazz-saxofonist, -fluitist en Indiaanse zanger
- Edith Brown Weiss (1942), rechtsgeleerde
- John Zerzan (1943), anarchist, filosoof van het anarchoprimitivisme en schrijver
- Patricia A. McKillip (1948-2022), fantasy- en sciencefictionschrijfster
- Randall Woodfield (1950), seriemoordenaar en pedofiel
- Porter Lowry (1956), botanicus
- Patrick Carman (1966), auteur van boeken voor jonge volwassenen en kinderen
- Justin Kirk (1969), acteur
- Carmella Bing (1981), pornoster, actrice
- Ryan Bailey (1989), sprinter